# Todd David Lawhorne
Todd David Lawhorne (Fort Lauderdale, 4 marzo 1975) è un attore statunitense, membro dell'AFTRA e dell'AEA.
Conosciuto primariamente per il suo ruolo da protagonista nei panni di Dalton Monroe in In Plain Sight e per il suo ruolo da spalla nei panni di Phil lo skinhead in The Bros, con Shaquille O'Neal e Joey Fatone. A New York, ha recitato in numerose commedie Off- e Off-Off-Broadway, compresa La dodicesima notte al Lincoln Center e Laerte nella produzione della Pineapple Project di Amleto. Attore fisso per il Children's Theatre alla New York Hall of Science.